# Amédée Burat
Pour les articles homonymes, voir Burat.
Amédée Burat, né le 27 juillet 1809 à Paris et mort le 25 mai 1883 à Paris 8e, est un géologue français.

## Biographie
Géologue, ingénieur civil des mines, professeur à l'École Normandie en 1838 puis professeur de minéralogie, de géologie et d'exploitation des mines à l'École centrale des Arts et Manufactures de 1841 à 1881, titulaire de la chaire de géologie à l'École spéciale d'architecture lors de sa fondation, et directeur de la rédaction du Journal de l'industriel et du capitaliste.
En 1835, il coédite avec Jean-François d'Aubuisson de Voisins, un Traité de géognosie, en trois volumes.

## Publications
- Géologie appliquée, ou Traité de la recherche et de l'exploitation des minéraux utiles, Paris, 1843.
- Études sur les gîtes calaminaires et sur l'industrie du zinc en Belgique, Paris, impr. de Langlois et Leclercq, 1846
- De la houille : traité théorique et pratique des combustibles minéraux (houille, anthracite, lignite, etc., Paris, Éd. Delacroix-Comon, 1851.
- Commerce des houilles en France : marchés du littoral, importations anglaises, Paris, 1852.
- Les filons et les mines du Hartz, Saint-Nicolas, 1868.
- Géologie de la France, Paris, J. Baudry, 1874 (lire en ligne)
- Cours d'exploitation des mines, Paris, Éd. J. Baudry, 1876.